# Cerapachys pusillus
Cerapachys pusillus é uma espécie de formiga do gênero Cerapachys.